# Microlitismo
Il microlitismo è la caratteristica di un'industria litica di produrre manufatti di dimensioni molto ridotte (si considera microlitico un manufatto di 2 cm, ipermicrolitico uno inferiore a tale misura). Tali manufatti sono detti microliti.

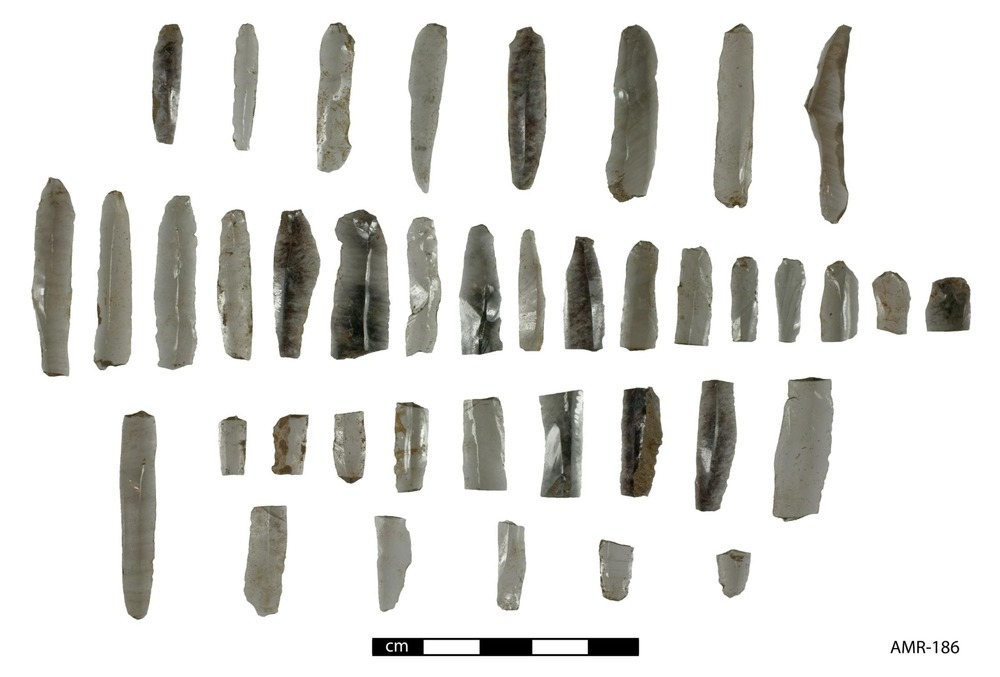
Microliti in ossidiana

Il microlitismo può essere osservabile già in alcune industrie litiche epigravettiane (pleistocene finale), ma il vero e proprio sviluppo del microlitismo si ha con il Mesolitico (olocene antico).
Grazie alla tecnica del microbulino si ritagliava il supporto di selce per creare piccoli manufatti di forma geometrica (triangolo, trapezio, mezzaluna...) che venivano poi montati su un'asta di freccia grazie all'utilizzo di resine e leganti. La freccia veniva armata con diversi di questi piccoli microliti geometrici e utilizzata poi per la caccia con l'arco.